# Synagogenbezirk Wetzlar
Der Synagogenbezirk Wetzlar mit Sitz in Wetzlar, eine Stadt im Lahn-Dill-Kreis in Hessen, wurde nach dem Preußischen Judengesetz von 1847 geschaffen. 
Der Synagogenbezirk umfasste 1853 acht untergeordnete Synagogenbezirke mit insgesamt 30 Versammlungsorten, die alle der Synagogengemeinde Wetzlar zugeordnet waren: 
1. Wetzlar
2. Atzbach und Vetzberg
3. Hörnsheim, Hochelheim, Oberkleen und Ebersgöns
4. Münchholzhausen, Nauborn, Griedelbach, Kraftsolms, Kröffelbach und Bonbaden
5. Braunfels, Burgsolms, Oberndorf, Niederbiel und Tiefenbach
6. Biskirchen, Daubhausen, Edingen und Greifenstein
7. Aßlar, Werdorf, Kölschhausen, Ehringshausen und Katzenfurt 
8. Hohensolms, Erda und Altenkirchen. 